# 布盧姆菲爾德 (康乃狄克州)
布盧姆菲爾德（英語：Bloomfield）是一個位於美國康乃狄克州哈特福縣的城鎮。

## 地理
布盧姆菲爾德的座標為41°51′00″N 72°44′00″W / 41.85000°N 72.73333°W，而該地的平均海拔高度為42米（即138英尺）。

## 人口
根據2010年美國人口普查的數據，布盧姆菲爾德的面積為68.00平方千米，當中陸地面積為67.60平方千米，而水域面積為0.40平方千米。當地共有人口20486人，而人口密度為每平方千米301人。